# Магнус II Харальдссон
Магнус II, или Магнус Харальдссон (норв. Magnus Haraldsson eller Magnus II; 1048 — 28 апреля 1069) — король Норвегии, сын Харальда Сурового и Торы, правил совместно со своим братом Олафом III Тихим.

## Биография
Известно, что Магнус в 1056—1058 годах принимал участие, а по данным нескандинавских источников — и возглавлял, поход норвежского флота в Ирландское море. Пройдя через Шетландские, Оркнейские и Гебридские острова, Магнус получил от населяющих их скандинавских колонистов подтверждение верности королю Норвегии. Затем норвежцы участвовали во всех конфликтах в этом регионе — гражданской войне в Шотландии между Лулахом, пасынком Макбета, и Малкольмом III Канмором; в войне короля Уэльса Грифида ап Лливелина с Англией; а также в набегах на побережье Ирландии. Как считают современные исследователи, поход Магнуса к побережью Англии представлял собой своеобразную «разведку боем», так как Харальд III Суровый никогда не забывал о своих притязаниях на английский трон.

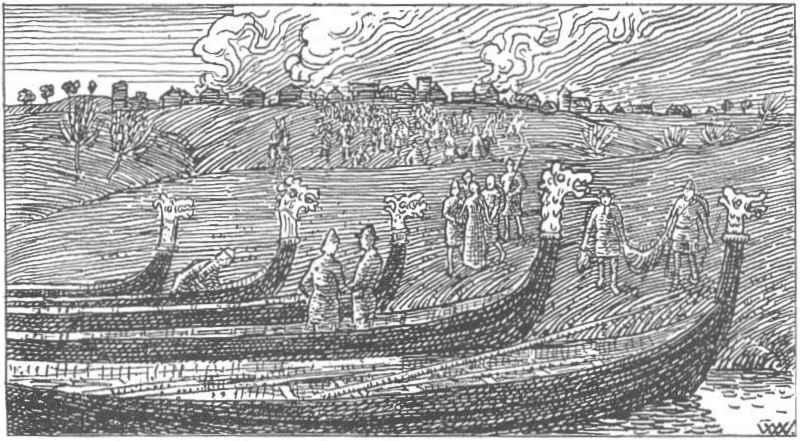
Норвежские драккары

В 1062 году Магнус участвовал в крупном морском сражении у реки Ниссан, в результате которого датский флот был разгромлен, а король Дании Свен II Эстридсен чудом избежал гибели.
В 1066 году, отправляясь в поход на Англию, Харальд III Суровый оставляет старшего сына Магнуса в Норвегии и провозглашает его конунгом. Младший сын Олаф, жена Елизавета Ярославна и две дочери сопровождают Харальда в его последний поход. После разгрома норвежской армии Олаф зимует на Оркнейских островах и в 1067 году возвращается в Норвегию. Магнус добровольно разделил с братом королевство: Олаф стал конунгом Восточной Норвегии, а Магнус конунгом Северной Норвегии.
В 1069 году Магнус заболел в результате отравления хлебом из зёрен пораженного спорыньёй, (по другим источникам — из-за заболевания стригущим лишаём) и умер. Похоронен в городе Тронхейме.